# Sự kiện UFO Washington, D.C. 1952

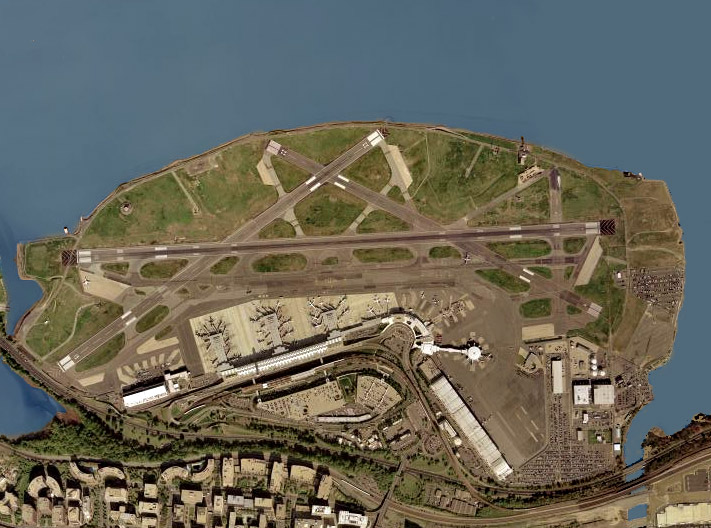
Sân bay quốc gia Ronald Reagan Washington trên sông Potomac.

Sự kiện UFO Washington, D.C. còn gọi là Làn sóng Washington, Hiện tượng UFO ở sân bay quốc gia Washington, hoặc Cuộc xâm lược Washington là một loạt vụ chứng kiến vật thể bay không xác định (UFO) ở Washington, D.C. xảy ra từ ngày 12 đến ngày 29 tháng 7 năm 1952. Những lần nhìn thấy công khai nhiều nhất diễn ra vào các ngày cuối tuần liên tiếp, ngày 19–20 tháng 7 và ngày 26–27 tháng 7. Nhà sử học UFO Curtis Peebles gọi vụ việc là "đỉnh điểm của làn sóng (UFO) năm 1952" - "Chưa bao giờ Dự án Blue Book và Không quân Mỹ phải trải qua một đợt báo cáo về (UFO) như vậy".

## Sự kiện ngày 19–20 tháng Bảy
Lúc 11 giờ 40 phút tối thứ Bảy ngày 19 tháng 7 năm 1952, Edward Nugent, một kiểm soát viên không lưu tại Sân bay Quốc gia Washington (ngày nay là Sân bay Quốc gia Ronald Reagan Washington), đã phát hiện ra bảy vật thể trên radar của mình. Nhóm vật thể này nằm cách 15 dặm (24 km) về phía nam-tây nam của thành phố; không có máy bay nào được biết đến trong khu vực và các vật thể không theo bất kỳ đường bay nào đã được thiết lập. Cấp trên của Nugent, Harry Barnes, một kiểm soát viên không lưu cấp cao tại sân bay, đã quan sát nhóm vật thể này trên kính rađa của Nugent. Ông đã viết như sau:
Chúng tôi biết ngay rằng một tình huống rất kỳ lạ đang tồn tại . . . chuyển động của chúng hoàn toàn triệt để so với chuyển động của những loại máy bay thông thường.
Barnes đã cho hai kiểm soát viên kiểm tra radar của Nugent; họ thấy rằng nó đang hoạt động bình thường. Barnes sau đó bèn gọi tháp kiểm soát không lưu có trang bị radar của Sân bay Quốc gia; những kiểm soát viên ở đó là Howard Cocklin và Joe Zacko nói rằng họ cũng có vạch sáng không xác định trên màn hình radar của mình, và nhìn thấy một "luồng sáng chói chang" lơ lửng trên bầu trời, khởi hành với tốc độ đáng kinh ngạc. Cocklin liền hỏi Zacko, "Anh có thấy không? Cái quái gì vậy?"
Tại thời điểm này, các vật thể khác đã xuất hiện trong tất cả các lĩnh vực của kính rađa; khi họ di chuyển qua Nhà Trắng và Điện Capitol, Barnes gọi cho Căn cứ Không quân Andrews, nằm cách Sân bay Quốc gia 10 dặm. Mặc dù Andrews báo cáo rằng họ không có vật thể lạ nào trên radar của họ, nhưng một viên phi công đã nhanh chóng gọi đến tháp kiểm soát không lưu của căn cứ này trình báo về việc nhìn thấy một vật thể lạ. Phi công William Brady lúc này đang ở trong tòa tháp bất chợt nhìn thấy một "vật thể trông giống như một quả cầu lửa màu cam, kéo theo một cái đuôi . . . [Nó] không giống bất cứ thứ gì tôi từng thấy trước đây". Khi Brady cố gắng cảnh báo những nhân viên khác trong tòa tháp, vật thể lạ "đã cất cánh với tốc độ không thể tin nổi.
Trên một trong những đường băng của Sân bay Quốc gia, S.C. Pierman, phi công của Capital Airlines, đang đợi trong buồng lái chiếc DC-4 để được phép cất cánh. Sau khi phát hiện ra thứ mà anh ta tin là sao băng, anh ta nhận được thông báo rằng radar của tháp kiểm soát không lưu đã phát hiện ra những vật thể không xác định đang ở gần vị trí chỗ mình. Pierman đã quan sát sáu vật thể — "đèn trắng, không có đuôi, di chuyển nhanh" — trong khoảng thời gian 14 phút. Pierman bèn liên lạc vô tuyến với Barnes trong quá trình nhìn thấy anh ta, và Barnes sau này kể lại rằng "mỗi lần chứng kiến đều trùng khớp với một tiếng píp mà chúng tôi có thể nhìn thấy gần máy bay của anh ta. Khi anh ta báo cáo rằng luồng sáng vụt tắt ở tốc độ cao thì nó biến mất ngay trong tầm nhìn của chúng tôi".
Trong lúc đó tại Căn cứ Không quân Andrews, các nhân viên tháp kiểm soát không lưu đang theo dõi trên màn hình radar những gì một số người cho là vật thể không xác định, nhưng số khác tỏ ra nghi ngờ, và trong một trường hợp có thể chứng minh đó chỉ đơn giản là các ngôi sao và thiên thạch mà thôi. Tuy vậy, Thượng sĩ Charles Davenport vừa quan sát thấy một thứ ánh sáng màu đỏ cam ở phía nam; ánh sáng này "trông có vẻ đứng yên rồi lại thay đổi đột ngột về phương hướng và độ cao . . . điều này đã xảy ra vài lần". Tại một thời điểm, cả trung tâm radar tại Sân bay Quốc gia và radar tại Căn cứ Không quân Andrews đều theo dõi một vật thể bay lơ lửng trên đèn hiệu vô tuyến. Vật thể bỗng dưng biến mất trong cả ba trung tâm radar cùng một lúc.
Vào lúc 3 giờ sáng, ngay trước khi hai máy bay chiến đấu phản lực F-94 Starfire của Không quân Mỹ từ Căn cứ Không quân New Castle ở Delaware đến Washington, tất cả các vật thể đã biến mất khỏi radar tại Sân bay Quốc gia. Tuy nhiên, khi các máy bay phản lực cạn kiệt nhiên liệu và rời đi, các vật thể quay trở lại, điều này thuyết phục Barnes rằng "UFO đang theo dõi lưu lượng vô tuyến và hoạt động tương ứng". Số vật thể này được radar phát hiện lần cuối vào lúc 5 giờ 30 phút sáng.

## Công khai và phản ứng của Không quân
Những vụ chứng kiến ngày 19–20 tháng 7 năm 1952, đã xuất hiện trên trang nhất trên các tờ báo trên toàn quốc. Một ví dụ điển hình là tiêu đề từ tờ Cedar Rapids Gazette ở Iowa. Nó có dòng chữ "SAUCERS SWARM OVER CAPITAL" (Đĩa bay di chuyển thành đàn qua thủ đô) bằng loại chữ lớn màu đen. Thật tình cờ, Đại úy Không quân Mỹ Edward J. Ruppelt, người giám sát cuộc điều tra Dự án Blue Book của Không quân về hiện tượng quan sát thấy UFO, đang ở Washington vào thời điểm đó. Thế nhưng ông đã không biết về những điều trông thấy cho đến Thứ Hai ngày 21 tháng 7 khi đọc hàng tít trên một tờ báo ở khu vực Washington. Sau khi nói chuyện với các sĩ quan tình báo tại Lầu Năm Góc về những gì đã nhìn thấy, Ruppelt đã dành vài giờ để tìm kiếm một chiếc ô tô của nhân viên để ông có thể đi vòng quanh Washington nhằm điều tra vụ chứng kiến nhưng bị từ chối vì chỉ có tướng lĩnh và đại tá cấp cao mới được sử dụng xe của nhân viên. Giới chức Lầu Năm Góc cho biết rằng ông có thể thuê một chiếc taxi bằng tiền túi của mình; vào thời điểm này, Ruppelt cực kỳ thất vọng nên đành rời khỏi Washington và bay trở lại trụ sở của Blue Book tại Căn cứ Không quân Wright-Patterson ở Dayton, Ohio. Vừa quay trở lại Dayton, Ruppelt bèn nói chuyện với một chuyên gia radar của Không quân là Đại úy Roy James với lời nhận định rằng điều kiện thời tiết bất thường có thể gây ra các mục tiêu radar không xác định.

## Sự kiện ngày 26–27 tháng Bảy
Lúc 8 giờ 15 phút tối thứ Bảy ngày 26 tháng 7 năm 1952, một phi công và nữ tiếp viên hàng không trên chuyến bay của hãng National Airlines đến Washington đã quan sát thấy một số ánh sáng phía trên máy bay của họ. Trong vòng vài phút, cả hai trung tâm radar tại Sân bay Quốc gia và radar tại Căn cứ Không quân Andrews đều theo dõi nhiều vật thể không xác định hơn. Trung sĩ Không quân Charles E. Cummings đã quan sát trực quan các vật thể tại Andrews, về sau cho biết "những ánh sáng này không có đặc điểm của các ngôi sao băng. Không có cái đuôi . . . Chúng di chuyển nhanh hơn bất kỳ ngôi sao băng nào mà tôi từng thấy trước đây".
Trong lúc đấy, Albert M. Chop, phát ngôn viên báo chí của Dự án Blue Book vừa đặt chân đến Sân bay Quốc gia và do lo ngại về an ninh nên đã từ chối một số yêu cầu chụp ảnh màn hình radar của vài tay phóng viên. Rồi ông nhập bọn cùng nhóm nhân viên trung tâm radar. Vào lúc này (9 giờ 30 phút tối) trung tâm radar đang phát hiện các vật thể không xác định trong mọi khu vực. Lúc vật đi chậm dần đều; vào những thời điểm khác, chúng đảo ngược hướng và di chuyển qua kính radars với tốc độ được tính toán lên đến 7,000 mph (11,250 km/h). Lúc 11 giờ 30 phút buổi tối, hai máy bay chiến đấu phản lực F-94 Starfire của Không quân Mỹ xuất phát từ Căn cứ Không quân New Castle ở Delaware đã bay đến Washington. Đại úy John McHugo, cơ trưởng chuyến bay, được điều hướng về phía tấm kính radar nhưng không thấy gì khác lạ dù đã cố gắng nhiều lần. Tuy vậy, cơ phó của ông là Trung úy William Patterson đã nhìn thấy bốn chiếc phi thuyền "phát sáng" màu trắng và vội đuổi theo chúng. Anh ta nói với các điều tra viên rằng "Tôi cố gắng tiếp xúc với những thứ quái quỷ này ở độ cao dưới 1.000 feet", và cho biết "Tôi đang ở tốc độ tối đa nhưng...tôi ngừng đuổi theo vì tôi thấy mình chẳng có cơ hội vượt qua nổi chúng". Theo lời Albert Chop, khi kiểm soát viên mặt đất hỏi Patterson "Liệu anh có nhìn thấy gì không", Patterson trả lời "'Tôi nhìn thấy chúng ngay bây giờ và chúng ở xung quanh tôi. Tôi nên làm gì?'...Và không ai trả lời, bởi vì chúng tôi không biết phải nói gì với anh ấy".
Sau nửa đêm ngày 27 tháng 7, Thiếu tá Không quân Mỹ Dewey Fournet, liên lạc viên của Dự án Blue Book tại Lầu Năm Góc, và Trung úy John Holcomb, một chuyên gia radar của Hải quân Mỹ, cùng đặt chân đến trung tâm radar tại Sân bay Quốc gia. Suốt đêm đó, Trung úy Holcomb nhận được một cuộc gọi từ Trạm Thời tiết Quốc gia Washington. Họ nói với ông rằng sự nghịch đảo nhiệt độ nhẹ hiện diện trong thành phố, nhưng Holcomb cảm thấy rằng sự nghịch đảo này "gần như không đủ mạnh để giải thích sự trở lại 'tốt và vững chắc'" trên phạm vi radar. Fournet tiếp nối rằng tất cả những người có mặt trong phòng radar đều tin các mục tiêu này rất có thể là do các vật thể kim loại rắn gây ra. Ông nói, cũng đã có các mục tiêu thời tiết trên phạm vi, nhưng đây là một sự cố thường xảy ra và những kiểm soát viên "không để ý gì đến chúng". Thêm hai chiếc F-94 nữa từ Căn cứ Không quân New Castle đều bị xáo trộn hoạt động trong đêm. Một phi công không thấy gì bất thường; phi công kia nhìn thấy luồng ánh sáng trắng "biến mất" khi anh ta di chuyển về phía nó. Những chiếc máy bay dân dụng còn báo cáo các vật thể phát sáng tương ứng với vạch sáng radar mà toán nhân viên vận hành radar Andrews nhìn thấy được. Đến ngày 20 tháng 7, các vụ chứng kiến và radar hoạt động không xác định trở lại bình thường kết thúc vào lúc mặt trời mọc.

## Mối quan tâm của Nhà Trắng và CIA
Những vụ chứng kiến diễn ra từ ngày 26 đến 27 tháng 7 cũng xuất hiện trên các trang nhất, và khiến Tổng thống Harry Truman yêu cầu phụ tá không quân của mình gọi điện cho Ruppelt và đề nghị giải thích về những lần nhìn thấy UFO và việc radar hoạt động trở lại không xác định. Truman đã nghe cuộc trò chuyện giữa hai người trên một chiếc điện thoại riêng, nhưng không tự đặt câu hỏi. Ruppelt, nhớ lại cuộc trò chuyện này với Đại úy James, có nói với trợ lý của tổng thống rằng những điều nhìn thấy có thể là do sự nghịch đảo nhiệt độ, trong đó một lớp không khí ẩm, ấm bao phủ một lớp không khí khô và mát gần mặt đất hơn. Tình trạng này có thể khiến tín hiệu radar bị bẻ cong và trả về sai lệch. Tuy nhiên, Ruppelt vẫn chưa phỏng vấn bất kỳ nhân chứng nào hoặc tiến hành một cuộc điều tra chính thức nào cả.
Nhà sử học CIA Gerald Haines, trong cuốn sách lịch sử năm 1997 kể về sự dính líu của CIA với UFO, cũng đề cập đến mối quan tâm của Truman. "Sự tích tụ khổng lồ của những vụ chứng kiến UFO ngay tại nước Mỹ vào năm 1952, đặc biệt là vào tháng 7, đã báo động cho chính quyền Truman. Ngày 19 và 20 tháng 7, phạm vi radar tại Sân bay Quốc gia Washington và Căn cứ Không quân Andrews đã theo dõi những vạch sáng bí ẩn. Vào ngày 27 tháng 7, những vạch sáng này bỗng dưng xuất hiện trở lại". CIA sẽ phản ứng với làn sóng báo cáo về UFO năm 1952 bằng cách "thành lập một nhóm nghiên cứu đặc biệt trong Văn phòng Tình báo Khoa học (OSI) và Văn phòng Tình báo Hiện tại (OCI) để xem xét tình hình. Edward Tauss đã tường trình cho nhóm rằng hầu hết các trường hợp nhìn thấy UFO Có thể dễ dàng giải thích. Tuy vậy, ông khuyến nghị Cơ quan tiếp tục theo dõi vấn đề này". Mối quan tâm của CIA về vấn đề này sẽ dẫn đến việc thành lập Ban Robertson vào tháng 1 năm 1953.

## Lời giải thích của Không quân
Thiếu tướng Không quân John Samford, Giám đốc Tình báo Không quân và Roger M. Ramey, Giám đốc Vận trù Không quân đều đứng ra tổ chức một cuộc họp báo có sự tham dự đông đảo từ cánh phóng viên tại Lầu Năm Góc vào ngày 29 tháng 7 năm 1952. Tại sự kiện này, Samford cho biết những hình ảnh trực quan trong vụ chứng kiến UFO ở Washington có thể được giải thích là do những hiện tượng trên không bị xác định sai như ngôi sao hoặc thiên thạch, và mục tiêu radar không xác định có thể được giải thích bằng sự nghịch đảo nhiệt độ, hiện tượng này xuất hiện trên bầu trời Washington vào cả hai đêm mà radar trở lại bình thường theo như báo cáo. Ngoài ra, Samford tuyên bố rằng liên lạc radar không xác định không phải do các vật thể rắn này gây ra, và do đó không tạo thành mối đe dọa nào đối với an ninh quốc gia. Trả lời câu hỏi về việc liệu bên Không quân có ghi lại mối liên lạc radar UFO tương tự trước biến cố ở Washington hay không, Samford nói rằng đã có "hàng trăm" cuộc liên lạc như vậy diễn ra các vụ đánh chặn máy bay chiến đấu của Không quân, nhưng khẳng định rằng tất cả đều "không mang lại kết quả nào cả". Đây là cuộc họp báo lớn nhất của Lầu Năm Góc kể từ sau Thế chiến thứ hai. Các bản tin tường thuật của báo chí đều gọi Samford và Ramey là hai chuyên gia UFO hàng đầu của Không quân Mỹ.
Trong số các nhân chứng ủng hộ lời giải thích của Samford có phi hành đoàn của một máy bay ném bom B-25, đã bay qua Washington trong biến cố xảy ra từ ngày 26–27 tháng 7. Chiếc oanh tạc cơ này đã bị Sân bay Quốc gia kiểm tra nhiều lần về mục tiêu không xác định trên kính ngắm của sân bay nhưng phi hành đoàn không thấy có gì bất thường. Cuối cùng, như một thành viên phi hành đoàn nói, "radar có một mục tiêu hóa ra là chuyến đi của tàu hơi nước Wilson Lines đến Núi Vernon... radar chắc như đinh đóng cột khi đón nhận tàu hơi nước này". Đại úy Không quân Harold May ở trong trung tâm radar tại Căn cứ Không quân Andrews trong những lần nhìn thấy UFO từ ngày 19–20 tháng 7. Khi nghe tin radar của Sân bay Quốc gia đã bắt gặp một vật thể không xác định đang hướng về phía mình, May bước ra ngoài và nhìn thấy "một luồng sáng đang chuyển từ màu đỏ sang cam rồi từ xanh lục sang đỏ một lần nữa...có lúc nó bị hạ xuống rồi lại kéo lên ngay và xem ra bị mất độ cao". Thế nhưng, May cuối cùng kết luận rằng ông chỉ đơn giản là nhìn thấy một ngôi sao bị bầu khí quyển làm biến dạng và "chuyển động" của nó chỉ là ảo ảnh mà thôi. Lúc 3 giờ sáng ngày 27 tháng 7 , một chuyến bay của hãng Eastern Airlines qua Washington nhận được thông báo rằng một vật thể không xác định đang ở gần đấy; phi hành đoàn không thấy có gì bất thường cả. Khi có thông báo là vật thể này đã di chuyển ngay phía sau máy bay của họ, họ bắt đầu rẽ ngoặt để cố gắng nhìn cho rõ vật thể, nhưng được trung tâm radar của Sân bay Quốc gia thông báo là vật thể liền "biến mất" ngay khi họ bắt đầu đổi hướng bay.
Thể theo yêu cầu của Không quân, Trung tâm Thẩm định và Phát triển Kỹ thuật của CAA đã tiến hành phân tích hình ảnh radar. Kết luận của họ là "sự nghịch đảo nhiệt độ từng được chỉ ra trong hầu hết mọi trường hợp khi mục tiêu radar không xác định hoặc vật thể lạ theo hình ảnh được báo cáo". Dự án Blue Book cuối cùng sẽ dán nhãn những vạch sáng radar Washington không xác định là hình ảnh sai lệch do nghịch đảo nhiệt độ gây ra, và vụ chứng kiến trực quan là thiên thạch, ngôi sao và ánh sáng thành phố bị nhận dạng sai. Trong những năm sau đó, hai nhà hoài nghi về UFO nổi tiếng, Tiến sĩ Donald H. Menzel, nhà thiên văn học làm việc tại Đại học Harvard, và Philip J. Klass, biên tập viên cấp cao của tạp chí Aviation Week, cũng tranh luận nhằm ủng hộ giả thuyết nghịch đảo nhiệt độ/ảo ảnh. Năm 2002, Klass nói với một phóng viên rằng "công nghệ radar vào năm 1952 không đủ tinh vi để lọc ra nhiều vật thể bình thường, chẳng hạn như đàn chim, bóng bay thời tiết hoặc sự đảo ngược nhiệt độ". Phóng viên này nói thêm rằng "Phe đề xướng thuyết UFO lập luận rằng ngay cả những kiểm soát viên dày dạn kinh nghiệm sau đó cũng có thể phân biệt giữa mục tiêu giả và vật thể rắn bằng kim loại. Klass không đồng ý. Có thể là 'chúng ta đã có hai kiểm soát viên ngớ ngẩn tại Sân bay Quốc gia vào những đêm đó'...[Klass] nhấn mạnh chính sự ra đời của các bộ lọc kỹ thuật số trong thập niên 1970 đã dẫn đến sự sụt giảm nghiêm trọng các trường hợp nhìn thấy UFO trên radar".

## Chỉ trích về lời giải thích của Không quân
Trong cuốn sách có tựa đề The Report on Unidentified Flying Objects, tác giả Edward J. Ruppelt đã viết rằng nhân viên tháp kiểm soát không lưu và radar mà ông có nói chuyện cùng, cũng như một số sĩ quan Không quân, lại không đồng ý với lời giải thích của bên Không quân.
Michael Wertheimer, một nhà nghiên cứu thuộc Báo cáo Condon do chính phủ tài trợ từng tiến hành điều tra vụ việc vào năm 1966, và tuyên bố rằng các nhân chứng radar vẫn phản đối lời giải thích của bên Không quân.
Cựu nhân viên điều khiển radar Howard Cocklin nói với tờ Washington Post vào năm 2002 rằng ông vẫn tin là chính mắt mình đã nhìn thấy một vật thể, cho biết "Tôi đã nhìn thấy nó trên màn hình [radar] và ngoài cửa sổ" ở Sân bay Quốc gia Washington".

## Ban Robertson
Số lượng cực kỳ cao báo cáo về UFO vào năm 1952 đã làm xáo trộn cả Không quân và Cục Tình báo Trung ương (CIA). Cả hai nhóm đều cảm thấy rằng một quốc gia đối địch có thể cố tình làm tràn ngập cả nước Mỹ bằng các báo cáo sai lệch về UFO, gây ra sự hoảng loạn hàng loạt và cho phép họ phát động một cuộc tấn công lén lút. Ngày 24 tháng 9 năm 1952, Văn phòng Tình báo Khoa học của CIA (OSI) đã gửi một bản ghi nhớ cho Walter B. Smith, Giám đốc CIA. Bản ghi nhớ này nói rằng "tình hình đĩa bay . . . [có] ý nghĩa an ninh quốc gia . . . [trong] mối quan tâm của công chúng với hiện tượng này . . . có khả năng gây ra chứng cuồng loạn và hoảng sợ hàng loạt". Kết quả của bản ghi nhớ này là sự ra đời vào tháng 1 năm 1953 của Ban Robertson. Tiến sĩ Howard P. Robertson, một nhà vật lý, chủ trì ban này, bao gồm các nhà khoa học nổi tiếng và dành cả bốn ngày trời nhằm xem xét các trường hợp UFO "tốt nhất" do Dự án Blue Book thu thập. Ban đã bác bỏ gần như tất cả các trường hợp UFO mà họ xem xét là không đại diện cho bất kỳ điều gì bất thường hoặc đe dọa đến an ninh quốc gia. Trong ước tính gây tranh cãi của ban này, Không quân và Dự án Blue Book cần dành ít thời gian hơn cho việc phân tích và nghiên cứu các báo cáo về UFO và nhiều thời gian hơn để công khai lật tẩy chúng. Ban đưa ra lời khuyến nghị rằng Không quân và Dự án Blue Book nên thực hiện các bước để "tước bỏ các Vật thể bay Không xác định về tình trạng đặc biệt mà chúng đã được ban tặng và ánh hào quang bí ẩn mà chúng không may mắc phải". Theo khuyến nghị của ban Robertson, Dự án Blue Book hiếm khi công khai bất kỳ trường hợp UFO nào mà nó chưa được dán nhãn là "đã giải quyết"; những trường hợp chưa được giải quyết hiếm khi được Không quân đề cập đến.

## Ảnh hưởng văn hóa
- Tập thứ 10 và cũng là tập cuối cùng của mùa đầu tiên thuộc bộ phim truyền hình dài tập Project Blue Book chiếu trên kênh History Channel có tựa đề "The Washington Merry-Go-Round". Nó dựa trên vụ UFO ở Washington, DC năm 1952.[33]
- Một số tập của chương trình dài tập Top Secret UFO Projects Declassified năm 2021 chiếu trên Netflix có đề cập đến sự kiện UFO ở Washington, DC năm 1952, bao gồm tập đầu tiên "Project Blue Book Unknown," tái hiện sự việc bằng CGI và phát các cảnh quay lưu trữ với một số nhân chứng cũ.[34]